# Wojdyło (bojar)
Wojdyło  herbu Trzaska (ur. w XIV w., zm. w XV w.) – bojar litewski, adoptowany podczas unii horodelskiej (1413).
Nosił nazwisko patronimiczne Kuszolowicz .

## Życiorys
W 1413 roku podczas unii horodelskiej doszło do przyjęcia przez polskie rodziny szlacheckie, bojarów litewskich wyznania katolickiego (tzw. adopcja herbowa). Jednym z ważniejszych dowodów tamtego wydarzenia jest istniejący do dziś dokument, do którego przyczepione są pieczęcie z wizerunkami herbów szlacheckich.

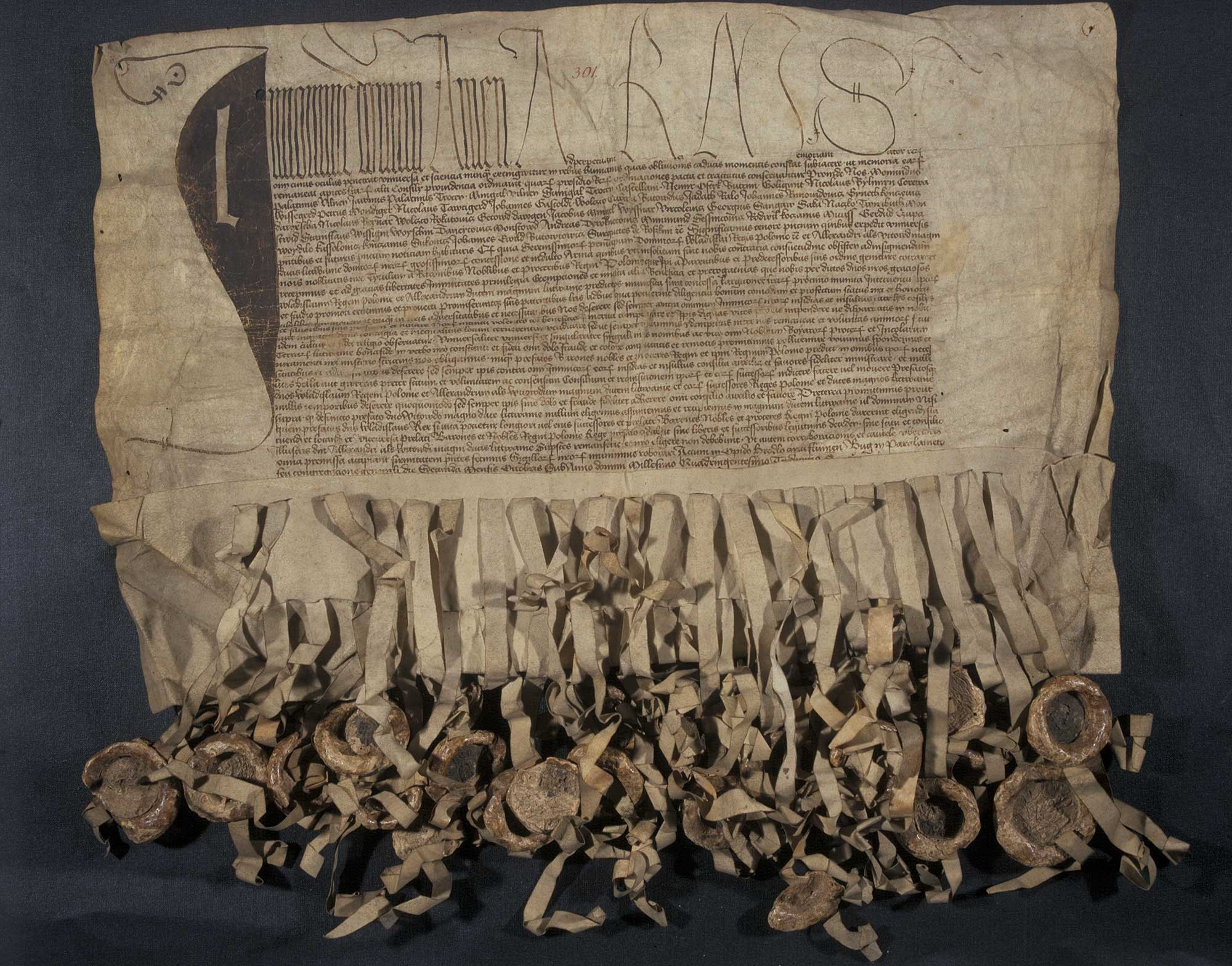
Dokument unii horodelskiej z 1413 roku z przyczepionymi pieczęciami

Z dokumentu dowiadujemy się o istnieniu Wojdyła, który został adoptowany przez przedstawicieli Trzasków. Jednakże, z powodu braku wystarczającej ilości zachowanych źródeł historycznych, nie udaje się odnaleźć na jego temat większej ilości informacji.
Polski historyk, Władysław Semkowicz, twierdzi, że jego imię przypomina słynnego bojara żyjącego za czasów panowania w. ks. lit. Olgierda i z początku czasów w. ks. lit. Jagiełły, który pochodząc z niskiego stanu, dostał się w szeregi najbardziej wpływowych bojarów na dworze wielkoksiążęcym. Jednakże, nie ma możliwości identyfikacji obu tych postaci jedynie na podstawie wspólnego imienia, choćby dlatego, że wpływowy Wojdyło prawdopodobnie zginął z ręki w. ks. lit Kiejstuta w 1382 roku, czyli 31 lat przed unią horodelską.  
Semkowicz wspomina też o innym bojarze noszącym to imię w XV wieku, jednakże zaraz potem dodaje, że ze względu na chronologię, nie może być tym samym bojarem, co adoptowany do rodu Trzasków. Mógłby być co prawda jego synem lub krewnym. Pojawia się on na jednym z dokumentów Świdrygiełły z 1437 roku. W 1447 roku, występuje jako zięć Andrzeja Sakowicza (syn Stanisława Saka), a w następne 10 lat później, również spotykamy go na jego dokumencie. Jednakże, co do tego związku nie ma pewności, z powodu braku zachowanych źródeł historycznych. 

### Życie prywatne
Z uwagi na popularne w ówczesnych czasach w Wielkim Księstwie Litewskim, nazwiska patronimiczne (czyli nazwiska utworzone na podstawie imienia ojca), można wywnioskować, że jego ojciec nosił imię Kuszol.